# Ценевредо
Ценевредо (итал. Zenevredo) је насеље у Италији у округу Павија, региону Ломбардија.
Према процени из 2011. у насељу је живело 141 становника. Насеље се налази на надморској висини од 187 м.

## Становништво
Према резултатима пописа становништва 2011. у општини је живело 478 становника.
| 1931. | 1936. | 1951. | 1961. | 1971. | 1981. | 1991. | 2001. | 2011. |
| ----- | ----- | ----- | ----- | ----- | ----- | ----- | ----- | ----- |
| 611   | 619   | 623   | 553   | 480   | 389   | 378   | 453   | 478   |